# Opéra d'Oslo
L'Opéra d'Oslo est situé à l'extrémité du fjord d'Oslo, sur le port commercial et industriel du quartier de Bjørvika, dans la partie est du centre-ville de la capitale de la Norvège. Il a été inauguré le 12 avril 2008 et l'Opéra et ballet national de Norvège y est désormais en résidence.
Avec une superficie de 77 100 m², une surface au sol de 15 590 m², c’est le plus grand édifice culturel construit en Norvège depuis la Cathédrale de Nidaros. Il constitue aussi pour ce pays le symbole fort d'une nation moderne et exprime le rôle que doit jouer l'Opéra et le ballet dans la société, par la programmation d'œuvres du répertoire traditionnel et d'œuvres contemporaines.

## Historique

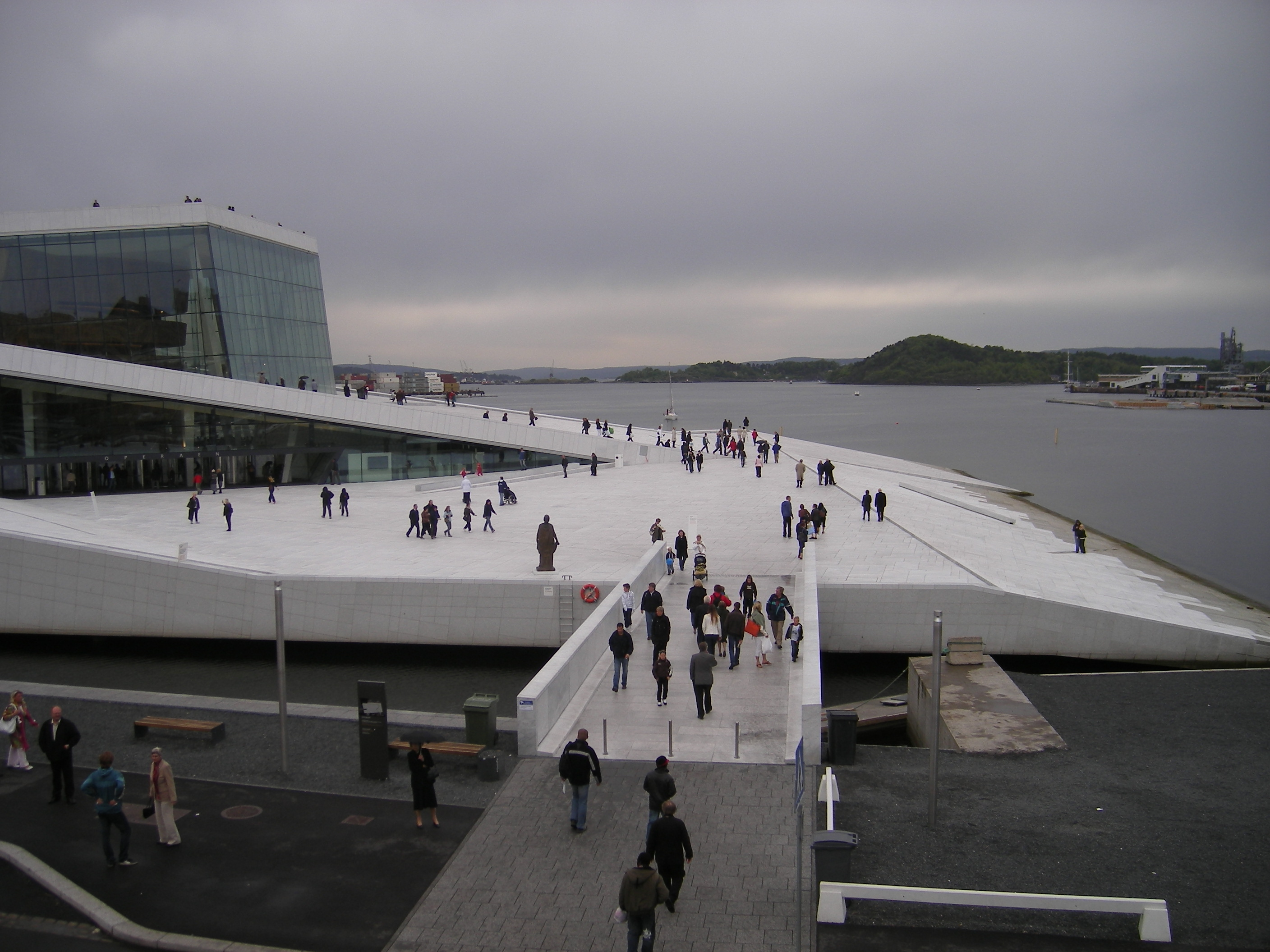
L'Opéra d'Oslo.

L'Opéra, construit par Statsbygg, agence gouvernementale chargée de la construction et des biens publics, a été conçu par Snøhetta - un cabinet international d'architecture dont le siège est à Oslo - qui fut déclaré vainqueur, le 22 juin 2000, du concours international organisé pour sa réalisation. Snøhetta a remporté le Prix de l'Union européenne pour l'architecture contemporaine Mies van der Rohe 2009 pour cette œuvre.

## Description
Le toit du bâtiment, tel un iceberg, s’élève depuis la surface de l’eau, dégageant une grande place publique qui invite les piétons, par une large rampe extérieure, à prendre de la hauteur pour admirer la vue sur le fjord et la ville. Alors que la majeure partie du bâtiment est recouverte de granit blanc et de marbre blanc italien « La Facciata » de Carrare, la tour de la scène est revêtue d'aluminium blanc, qui évoque, selon le projet de Løvaas & Wagle, d'anciens motifs de tissage.
Le vaste hall d'entrée, séparé des salles par un mur en chêne, offre, grâce à des fenêtres de 15 m de haut à l’encadrement minimal, une vue entièrement dégagée vers l’ouest, sur le fjord et sur la ville. Le toit est soutenu par de fines colonnes angulaires, également conçues pour ne pas gêner la vue.
Afin de conférer de la chaleur aux espaces intérieurs, en contraste avec la froideur blanche de l’extérieur, les murs intérieurs sont recouverts de chêne.
L'Opéra est doté de deux auditoriums : un grand d'une capacité de 1 350 places et un autre plus petit, de 400 places. Il comprend également une salle de répétition de 200 places.
L'auditorium principal, en forme de fer à cheval, est éclairé par un lustre ovale de sept mètres, composé de 5 800 cristaux fabriqués à la main et 8000 leds. Les sièges sont équipés de moniteurs pour le système de libretto électronique, qui permet au public de suivre les livrets d'opéra en norvégien et en anglais, en plus de la langue d'origine.
Le plus important contrat de construction a été attribué à la compagnie norvégienne Veidekke. L'acoustique a été confiée à une coentreprise créée par la société Brekke & Strand Akustikk d'Oslo et Arup Acoustics, une division de Ove Arup & Partners.

## Culture populaire
Dans la série fantastique norvégienne Beforeigners, le tout premier groupe de déplacés temporels venus de l'ère Viking apparaît dans la baie qui fait directement face à l'Opéra d'Oslo, avant d'être interrogés par la police dans son foyer. L'Opéra et la baie d'Oslo apparaissent ensuite tout au long de la première saison.

## Galerie

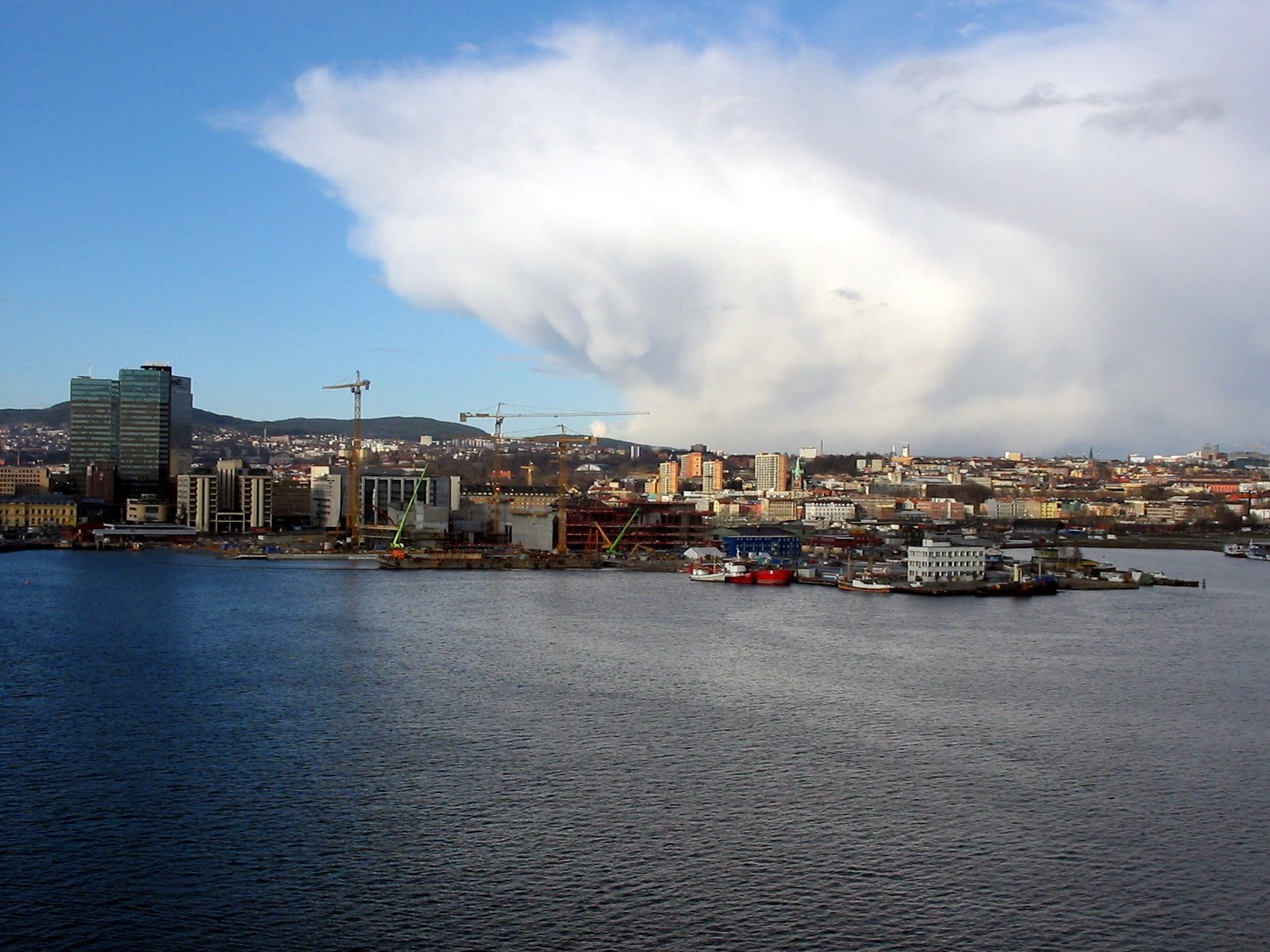
La construction de l'Opéra, vue le 14 avril 2005
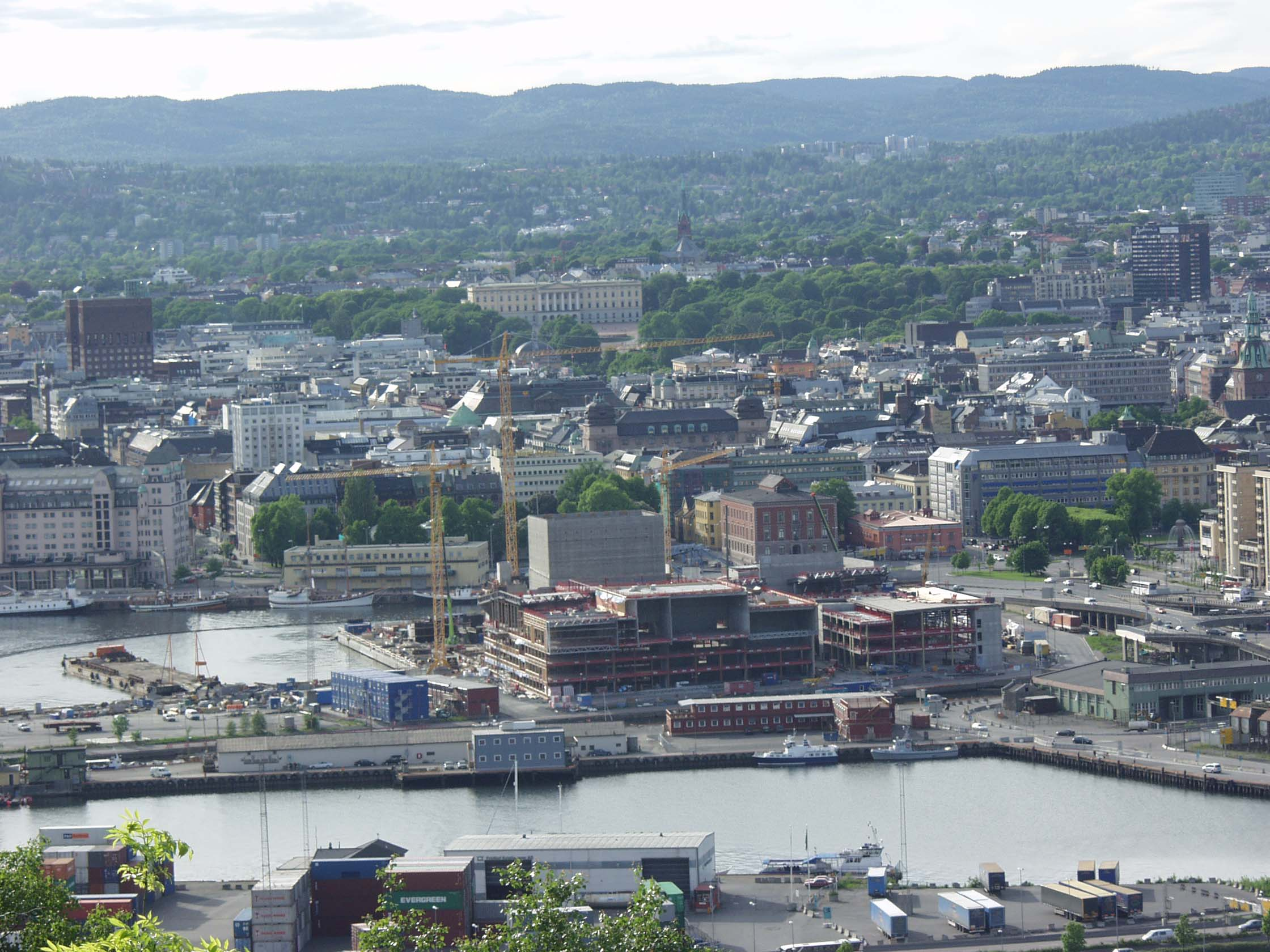
La construction de l'Opéra, vue le 7 juin 2005
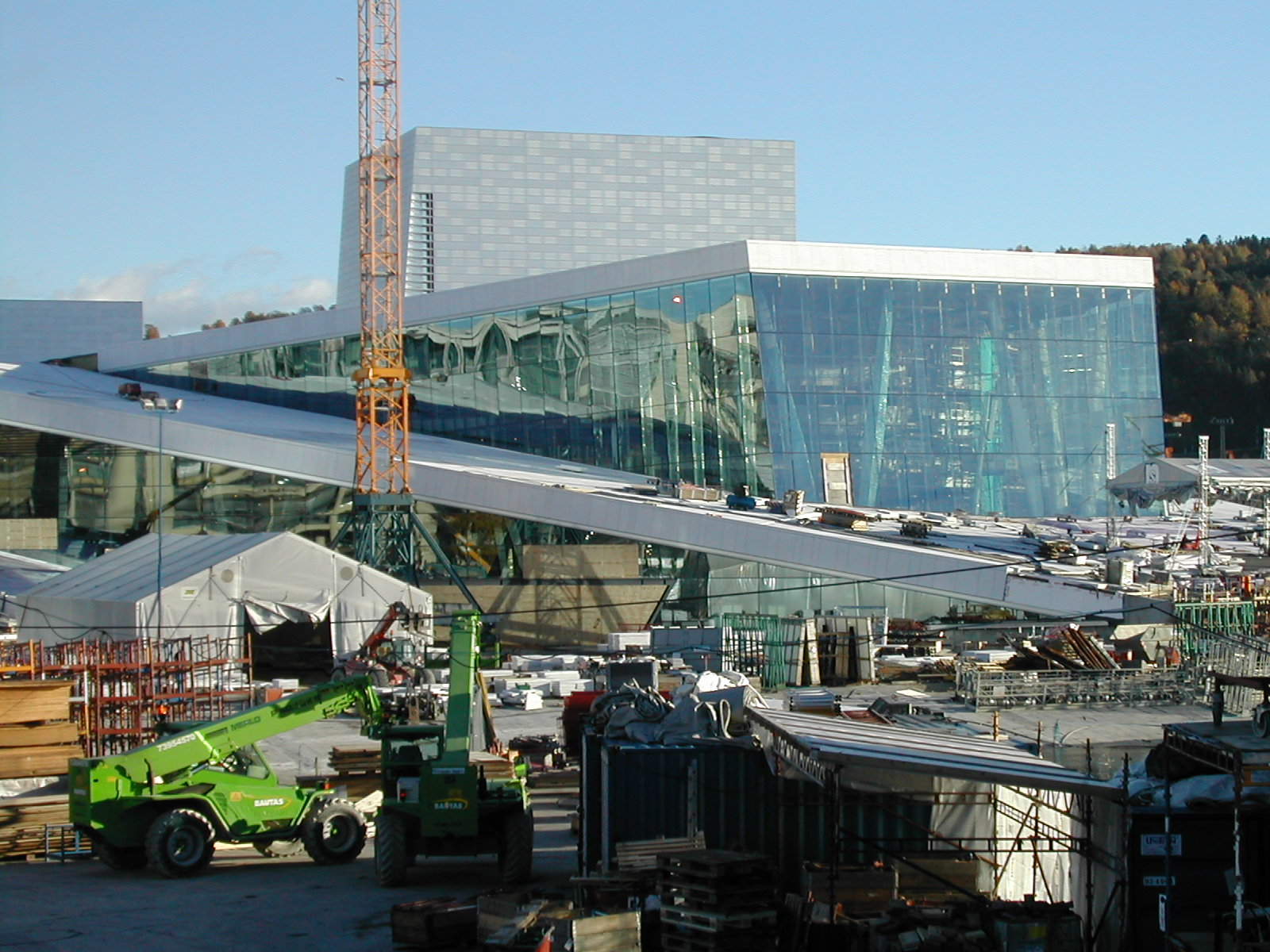
La construction de l'Opéra, vue le 11 décembre 2006
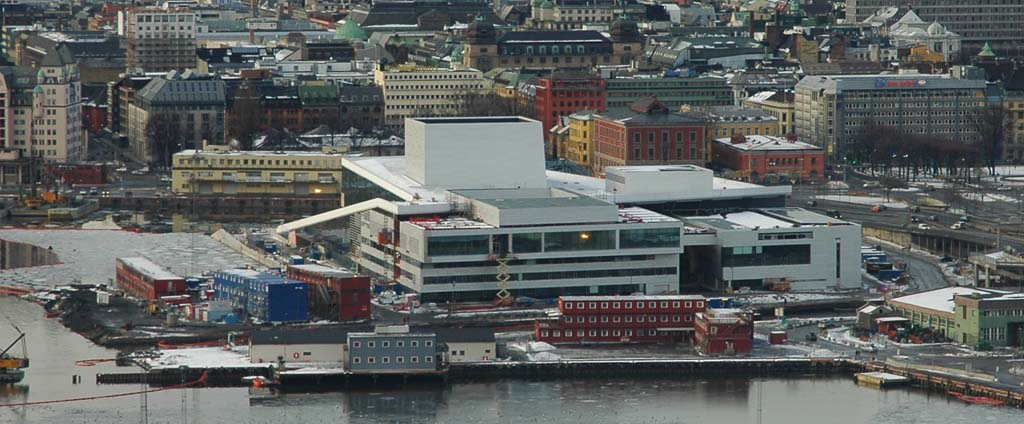
La construction de l'Opéra, vue le 3 février 2007
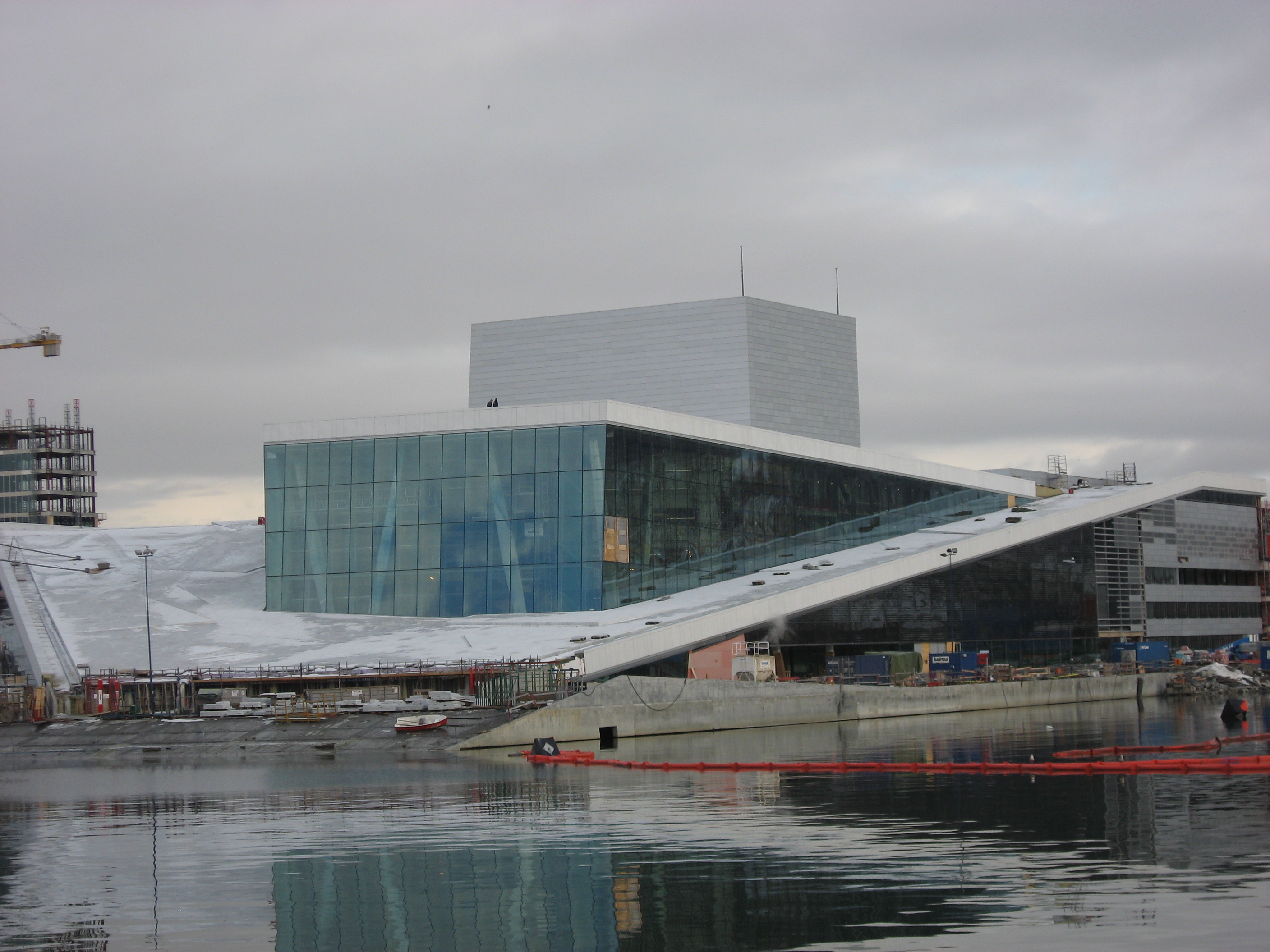
La construction de l'Opéra, vue le 18 février 2007
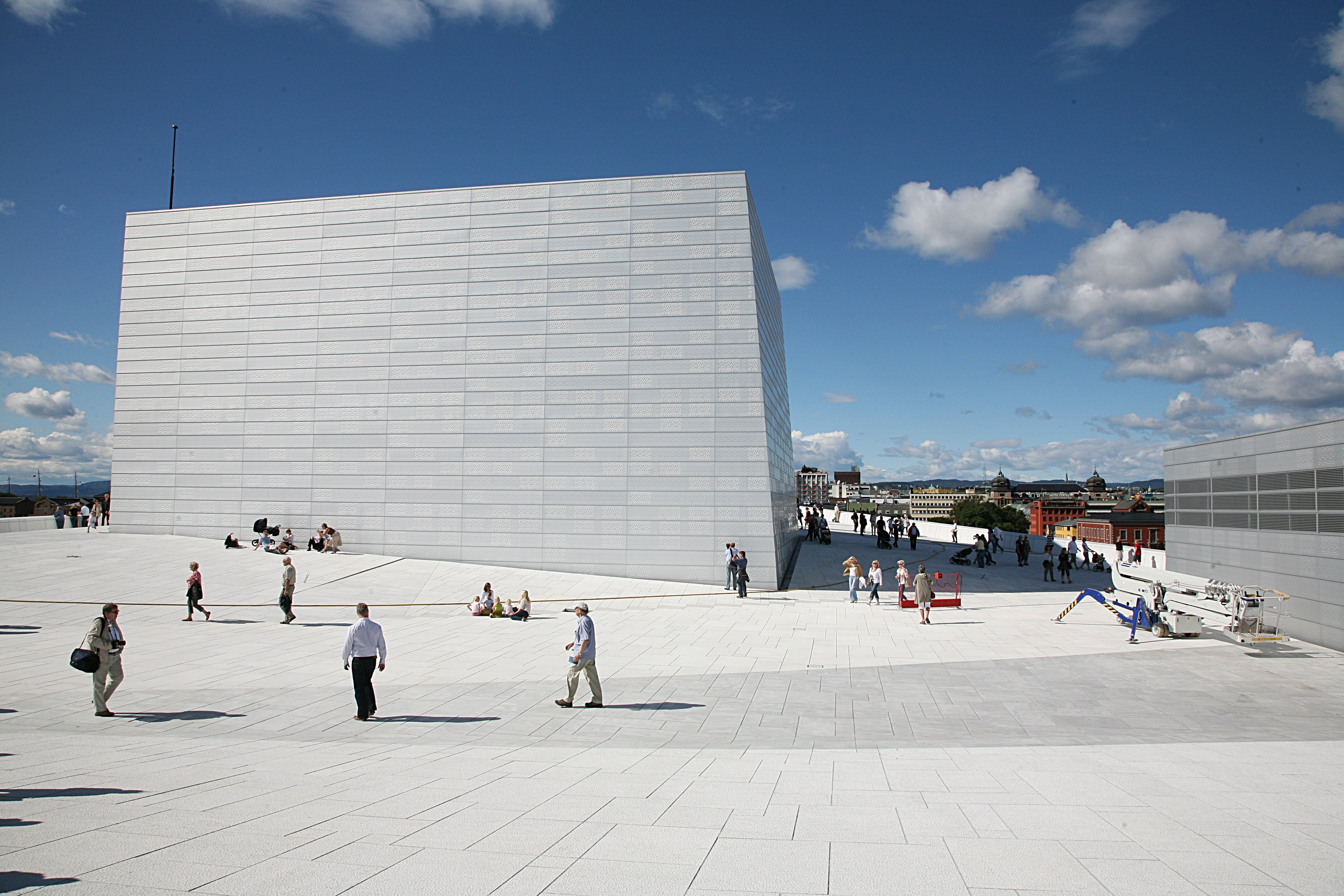
Le toit de l'Opéra, le 26 août 2007 lors du Open roof day.
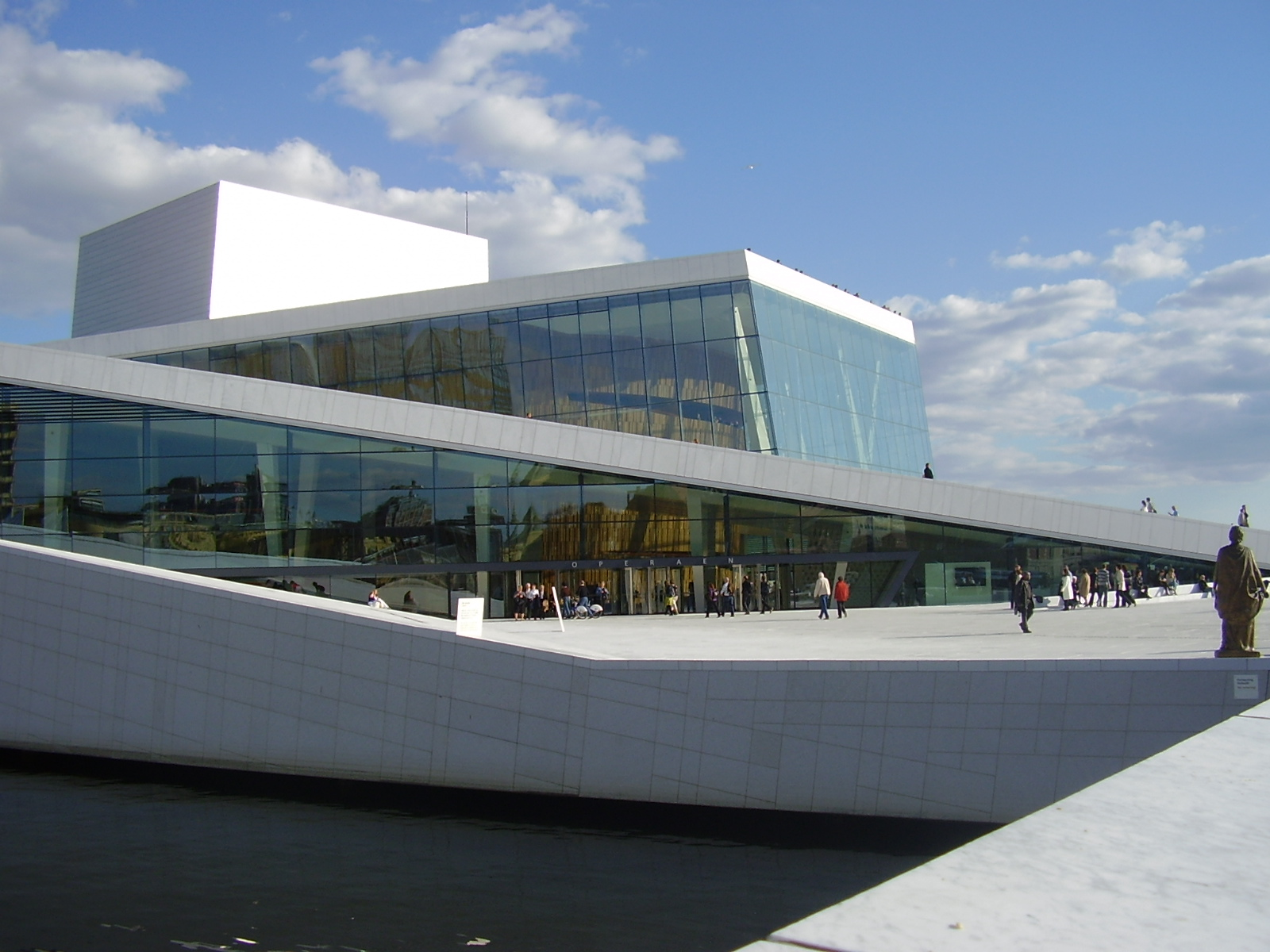
L'Opéra en avril 2008, après son inauguration.
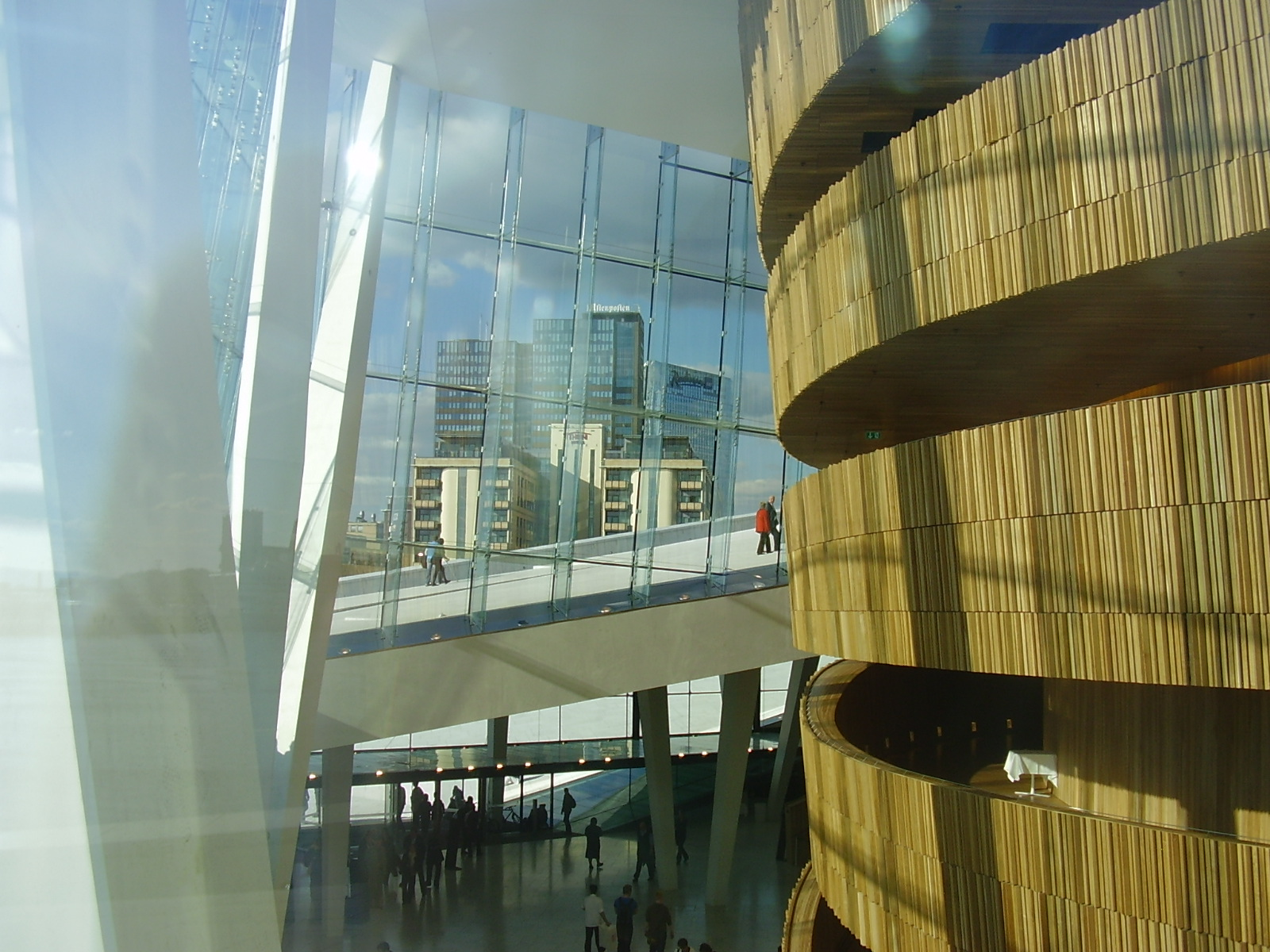
Intérieur de l'Opéra en avril 2008.